# Kurt von Rössing
Wolf Oskar Franz Kurt Freiherr von Rössing (* 13. Juli 1868 in Breslau; † 21. Dezember 1942 in Goslar) war ein deutscher Marineoffizier, zuletzt Vizeadmiral der Kaiserlichen Marine.

## Leben

### Herkunft
Kurt von Rössing entstammte der Familie von Rössing. Er war ein Sohn vom Herzoglich anhaltinischen Oberforstmeister August von Rössing (1821–1907) und seiner Frau Helene, geb. von Seebach (* 1840).

### Werdegang
Kurt von Rössing trat am 11. April 1885 in die Kaiserliche Marine ein. 1897 war er als Leutnant zur See (Beförderung am 16. Juni 1891) an der Militär-Turnanstalt in Berlin. Als Kapitänleutnant war er 1898 Adjutant des Inspekteurs des Torpedowesens, Konteradmiral Volkmar von Arnim.
Von Oktober 1908 bis September 1909 war er Kommandant der Stettin. In dieser Position wurde er am 5. September 1909 zum Kapitän zur See befördert. Mit der Indienststellung im Oktober 1909 wurde er Kommandant der Blücher und blieb dies bis September 1910. 1912 war er Chef der Seetransport-Abteilung im Reichsmarineamt in Berlin.
Später war er bis August 1914 Kommandant der I. Marine-Division. Für zwei Monate übernahm er die neu aufgestellte Matrosen-Brigade. Bis Januar 1916 hatte er das Kommando über die I. Marine-Brigade inne, um dann die 3. Marine-Brigade zu übernehmen. Am 27. Januar 1916 war er zum Konteradmiral befördert worden. Von Mai 1917 bis Oktober 1917 war er Kommandant der 2. Marine-Brigade. Anschließend war er für zwei Monate der Marinestation der Ostsee zur Verfügung gesetzt. Am 13. Dezember 1917 wurde er mit dem Charakter als Vizeadmiral aus der Marine verabschiedet.
Bis August 1918 war er Vorstand der Personal-Prüfungskommission des Marinekorps.
Bis Anfang August 1916 war er u. a. mit dem Roten Adlerorden 3. Klasse mit der Schleife, dem Kronen-Orden 2. Klasse, dem Großherzoglich Hessischen Allgemeinen Ehrenzeichen für Tapferkeit und dem Ehrenritterkreuz des Oldenburgischen Haus- und Verdienstorden des Herzogs Peter Friedrich Ludwig 2. Klasse mit der silbernen Krone ausgezeichnet worden.

### Familie
Kurt von Rössing heiratete am 8. Dezember 1899 in Kiel Erika von Quast (1879–1951).

## Belege
1. 1 2  Genealogisches Handbuch der adeligen Häuser: A. Band 3. C.A. Starke, 1957, S. 348.
2. ↑  Gothaisches genealogisches Taschenbuch der freiherrlichen Häuser. Band 58. Justus Perthes, Gotha 1908, S. 641.
3. 1 2  Marineleitung: Rangliste der Deutschen Reichsmarine. E.S. Mittler., 1897, S. 74.
4. 1 2  Marineleitung: Rangliste der Deutschen Reichsmarine. E.S. Mittler., 1912, S. 103.
5. ↑  Kriegsmarine: Rangliste der Kaiserlich Deutschen Marine für das Jahr ... E.S. Mittler und Sohn, 1916, S. 7.

| Personendaten    | Personendaten                                                    |
| ---------------- | ---------------------------------------------------------------- |
| NAME             | Rössing, Kurt von                                                |
| ALTERNATIVNAMEN  | Rössing, Wolf Oskar Franz Kurt Freiherr von (vollständiger Name) |
| KURZBESCHREIBUNG | deutscher Vizeadmiral der Kaiserlichen Marine                    |
| GEBURTSDATUM     | 13. Juli 1868                                                    |
| GEBURTSORT       | Breslau                                                          |
| STERBEDATUM      | 21. Dezember 1942                                                |
| STERBEORT        | Goslar                                                           |